# Эвропос
Эвропо́с (греч. Ευρωπός) — село в Греции. Входит в общину Пеония периферийной единицы Килкис в периферии Центральная Македония. Расположено на высоте 80 метров над уровнем моря, к юго-востоку от гор Пайкон, западнее реки Аксьос (Вардар), в 44 километрах к западу от города Килкис. Площадь 25,9 км². По данным переписи 2011 года население составляет 1734 человек.

## История
Село занимает важное стратегическое положение, контролируя реку Аксьос, естественный водный путь из внутренних районов Балканского полуострова в Южную Грецию. Густые леса и возможность транспортировки древесины по реке способствовали развитию древнего города как промежуточного торгового пункта. Самое раннее поселение датируется примерно 3000 годом до н. э. Телль расположен в центре современного села.
В классический период город относился к области Боттиея в Эматии. Располагался к югу от Аталанты. Древний Эвроп (Европ) был крупным городом. Упоминается Фукидидом, фракийское войско в ходе Пелопоннесской войны осадило город, но не смогло взять. В Эвропе около 358 года до н. э. родился Селевк I Никатор, полководец Александра Македонского, который в честь своей родины назвал основанный около 300 года до н. э. город Дура-Эвропос в Месопотамии и Эвроп в Сирии.
Город существовал в эллинистический и римский периоды, когда город и окрестности подвергались повторным нападениям врагов.
Раскопано кладбище, существовавшее длительное время с IV века до н. э. до IV—VI века. В ходе раскопок на территории древнего Эвропа был найден курос, который хранится в археологическом музее Килкиса.
До 1925 года (ΦΕΚ 78Β) село называлось Исиклар (Ισικλάρ, Ишиклар, тур. Işıklar), что в переводе с турецкого означает «огни». В 1918 году (ΦΕΚ 152Α) было создано одноимённое сообщество, переименованное в 1925 году.

## Население
| Год  | Население, человек |
| ---- | ------------------ |
| 1991 | 2289               |
| 2001 | 2398               |
| 2011 | ↘ 1734             |